# Barrage de Pichi Picún Leufú
Le barrage de Pichi Picún Leufú est le dernier en date des cinq barrages construits sur le río Limay au sud-ouest de la région du Comahue, en Argentine, à 8 km au nord-est de la ville de Piedra del Águila, et à 230 km en amont de la ville de Neuquén. Il est construit entre le barrage de Piedra del Águila et celui d'El Chocón, au niveau de la frontière entre la province de Neuquén et celle de Río Negro.
Le barrage génère de l'électricité et régule le débit du río Limay.

## Étymologie - Toponymie
En mapudungun (langue des mapuches), Pichi Picún Leufú signifie petite rivière coulant vers le nord. 

## En chiffres
- Le barrage mesure 45 m de haut et 1 045 m de long
- Niveau maximum des eaux : 480,20 m
- Niveau maximum normal : 479 m
- Niveau minimum normal : 477 m
- Surface du lac de retenue au niveau max. normal : 19 km2
- Volume actif d'opération : 35 000 000 m3
- Volume total de la retenue : 197 000 000 m3
- Module du río Limay : 720 m3/s

## Hydroélectricité
Pichi Picún Leufú comporte un barrage central avec un déversoir latéral à 6 compartiments, et une centrale hydroélectrique.
Le déversoir peut évacuer 10 500 m3/s en cas de crue. Il a été construit par un consortium formé par la multinationale suédoise Skanska et par l'argentine IMPSA (Industrias Metalurgicas Pascarmona). Le barrage a été réalisé par les sociétés Odebrecht( Brésil) et Benito Roggio (Argentine). Il fut inauguré le 30 août 1999.
Le lac-réservoir a une superficie de 19 km2 et volume de 197 millions de m3 en condition normale maximale. 
L'usine hydroélectrique a une puissance installée de 261 mégawatts. Elle génère annuellement 1 080 gigawattheures (GWh) (ou 1,08 milliard de kilowattheures). Elle possède trois turbines Kaplan, ainsi que des transformateurs élévateurs de tension et une station de manœuvres de 500 kilovolts.